# Comité Ejecutivo Central Panruso
El Comité Ejecutivo Central Panruso (en ruso: Всеросси́йский Центра́льный Исполни́тельный Комите́т, romanizado: Vserossíyski Tsentrálny Ispolnítelny Komitet), normalmente se lo conoce por el acrónimo ВЦИК (transliterado: VTsIK), era un órgano representativo del Congreso Panruso de los Sóviets. Fue el más alto poder del Estado, con funciones de cuerpo legislativo, administrativo y de supervisión de la República Socialista Federativa Soviética de Rusia (RSFS de Rusia), vigente entre 1917 y 1937. En 1937, fue transformado en el Presídium del Sóviet Supremo de la RSFS de Rusia.
Elegido por el Congreso de los Sóviets, ejercía sus funciones entre congresos. Antes del establecimiento de la URSS en 1922, incluía a los miembros de la RSS de Ucrania y la RSS de Bielorrusia, elegidos en sus respectivos Congresos de los Sóviets.

## Historia
El primer Comité Ejecutivo Central Panruso fue elegido en junio de 1917, pero no era un órgano de gobierno y su presidente, el menchevique Nikolái Chjeidze, no era el jefe del Estado ruso. Esta situación cambió en el II Congreso de los Sóviets durante la Revolución de Octubre.
Durante la primavera de 1918, la creciente influencia de los partidos socialistas no bolcheviques y la posibilidad de que estos se alzasen con una mayoría en los sóviets llevó a la expulsión de los mencheviques y de los socialistas revolucionarios del VTsIK el 14 de junio de 1918, siéndolo también los antiguos socios de gobierno de los bolcheviques, los socialrevolucionarios de izquierda, un mes más tarde. El VTsIK, privado de oposición, apenas se reunió el resto del año, pasando el poder estatal al poder ejecutivo representado por el Consejo de Comisarios del Pueblo (Sovnarkom), que dejó incluso de remitir, como era preceptivo, al VTsIK los nuevos decretos para su examen y aprobación.
El VTsIK representaba el poder legislativo solo formalmente, ya que el principio de separación de poderes no apareció en una constitución soviética o rusa hasta su introducción, mediante una enmienda de 1992, en la Constitución de la Unión Soviética de 1977. Este principio fue incluido en la Constitución de la Federación de Rusia de 1993.
En la Constitución de la RSFSR de 1937 (en ruso: Конституция РСФСР 1937 года), se estipulaba que la más alta autoridad la ostenta el Soviet Supremo de la Unión de Repúblicas Socialistas Soviéticas (URSS), de acuerdo con la Constitución de la URSS de 1936.

## Estructura

### Presídium
El Presídium sesionaba y trabajaba diariamente en nombre del Comité Ejecutivo Central cuando este último no se reunía. Se constituyó en una reunión del Comité Ejecutivo Central Panruso el 2 de noviembre de 1917 como autoridad operativa permanente. Con la transición del Comité Ejecutivo Central Panruso a un sistema de trabajo por sesiones, se convirtió en la autoridad suprema entre sesiones. La disposición constitucional sobre el Presídium del Comité Ejecutivo Central Panruso se consagró el 9 de diciembre de 1919 mediante el decreto "Sobre la Construcción Soviética" del VII Congreso de los Soviets. Según este decreto, el Presídium presidía las reuniones del Comité Ejecutivo Central Panruso, preparaba los materiales para ellas, presentaba proyectos de decretos para su consideración en el pleno del Comité Ejecutivo Central Panruso y supervisaba la aplicación de sus resoluciones. El 29 de diciembre de 1920, por el decreto "Sobre la construcción soviética" del VIII Congreso de los Soviets, el Presídium del Comité Ejecutivo Central Panruso recibió además el derecho de cancelar las resoluciones del Consejo de Comisarios del Pueblo de la RSFSR, emitir resoluciones en nombre del Comité Ejecutivo Central Panruso y resolver cuestiones de división administrativa y económica.
Según la Constitución de la RSFSR de 1925, el Presídium del Comité Ejecutivo Central Panruso era la máxima autoridad legislativa, administrativa y supervisora de la RSFSR durante el período entre sesiones del Comité Ejecutivo Central Panruso. Se eligió el Comité Ejecutivo Central Panruso de la siguiente convocatoria. Este se disolvió el 3 de diciembre de 1938. 

### Diputados
El Comité Ejecutivo Central Panruso , elegido el 27 de octubre (9 de noviembre) de 1917 en el Segundo Congreso de los Sóviets de Diputados Obreros y Soldados, estaba integrado por 101 miembros. Entre ellos se encontraban 62 bolcheviques, 29 socialistas revolucionarios de izquierda, 6 mencheviques internacionalistas, 3 socialistas ucranianos y 1 socialista revolucionario maximalista.
En noviembre de 1917, el Comité Ejecutivo Central Panruso y el Comité Ejecutivo del Congreso de los Sóviets de Diputados Campesinos se fusionaron. El Comité Ejecutivo Central Panruso, unificado, incluía a 108 miembros del Comité Ejecutivo Campesino: 82 socialistas revolucionarios de izquierda, 16 bolcheviques, 3 socialistas revolucionarios maximalistas, 1 menchevique internacionalista, 1 anarquista y 5 "otros". Como resultado, había más socialistas revolucionarios de izquierda en el Comité Ejecutivo Central Panruso que bolcheviques. Sin embargo, según la decisión tomada en junio, 80 representantes del ejército, 20 de la marina y 50 sindicalistas fueron incorporados al Comité Ejecutivo Central Panruso. Así, a partir del 25 de noviembre, los bolcheviques volvieron a constituir la mayoría del Comité Ejecutivo Central Panruso.
En enero de 1918, el Tercer Congreso Panruso de los Soviets de Obreros, Soldados, Campesinos y Diputados Cosacos eligió al Comité Ejecutivo Central Panruso, compuesto por 326 personas, entre ellas 169 bolcheviques, 132 socialistas revolucionarios de izquierda, 5 socialistas revolucionarios maximalistas, 5 socialistas revolucionarios de derecha, 4 anarquistas, 4 internacionalistas mencheviques y 2 mencheviques ( F. Dan y Yu. Martov ).

## Presidentes
| Imagen | Imagen | Nombre                         | Inicio-fin                                       | Partido político  |
| ------ | ------ | ------------------------------ | ------------------------------------------------ | ----------------- |
|        |        | Lev Kámenev (1883–1936)        | 9 de noviembre de 1917 – 21 de noviembre de 1917 | Partido Comunista |
|        |        | Yákov Sverdlov (1885–1919)     | 21 de noviembre de 1917 – 16 de marzo de 1919    | Partido Comunista |
|        |        | Mijaíl Vladímirski (1874-1951) | 16 de marzo de 1919 – 30 de marzo de 1919        | Partido Comunista |
|        |        | Mijaíl Kalinin (1875–1946)     | 30 de marzo de 1919 – 15 de julio de 1938        | Partido Comunista |

## Secretarios
- Varlam Aleksándrovich Avanésov (Secretario de 1917 a 1918) (nacido: Surén Kárpovich Martirosián, 1884-1930)
- Abel Safrónovich Enukidze (Secretario de 1918 a 1922) (1877-1937)
- Leonid Petróvich Serebriakov (Secretario de 1919 a 1920) (1888-1937)
- Piotr Antónovich Zalutski (Secretario de 1920 a 1922) (1887-1937)
- Mijáil Pávlovich Tomski (Secretario de 1921 a 1922) (nacido: Mijáil Pávlovich Yefrémov, 1880-1936)
- Timoféi Vladímirovich Saprónov (Secretario de 1922 a 1923) (1887-1937)
- Alekséi Semiónovich Kiseliov (Secretario de 1924 a 1937) (1879-1937)